# Kreis Recklinghausen
Kreis Recklinghausen – powiat w zachodniej części Niemiec, w kraju związkowym Nadrenia Północna-Westfalia, w rejencji Münster, w północnej części Zagłębia Ruhry. Powierzchnia powiatu to 760,41 km², którą zamieszkuje 628 817 (2010).
W spisie powszechnym w 1900 roku, w powiecie tym 13,8% ludności zadeklarowało język polski jako język ojczysty. Był to najwyższy wskaźnik w zachodniej części Niemiec.
Kreis Recklinghausen ściśle współpracuje z polskim powiatem wodzisławskim (województwo śląskie) oraz szwedzkim Södermanland.

## Podział administracyjny
Powiat Recklinghausen składa się z dziesięciu gmin miejskich (Stadt)
Gminy miejskie:
| Lp. | Nazwa gminy miejskiej | Ludność (31.12.2010) | Powierzchnia [km²] |
| --- | --------------------- | -------------------- | ------------------ |
| 1   | Castrop-Rauxel        | 75.408               | 51,67              |
| 2   | Datteln               | 35.513               | 66,08              |
| 3   | Dorsten               | 76.775               | 171,20             |
| 4   | Gladbeck              | 75.253               | 35,91              |
| 5   | Haltern am See        | 37.763               | 158,49             |
| 6   | Herten                | 62.235               | 37,33              |
| 7   | Marl                  | 87.577               | 87,63              |
| 8   | Oer-Erkenschwick      | 30.312               | 38,69              |
| 9   | Recklinghausen        | 118.365              | 66,42              |
| 10  | Waltrop               | 29.636               | 46,99              |